# Barbara Tennant
Barbara Tennant (Londres, 19 de maig de 1892 – 18 de març de 1982) va ser una actriu anglo-nord-americana que va arribar a ser una estrella a principis de la dècada de 1910 però que la seva popularitat va minvar ràpidament i va acabar completament oblidada.

## Biografia
Va néixer a Londres (Anglaterra) el 19 de maig de 1892. Va debutar al teatre amb 12 o 13 anys ballant en pantomimes per Nadal a Londres i en veure-la un productor teatral li va oferir un contracte per actuar en una pantomina durant un cert temps a Londres. Va tenir el seu primer paper important als 17 anys. En els anys com a ballarina va estudiar mímica amb Madame Malvina Cavallizzi, una professora italiana establerta a la ciutat. Després va unir-se a la companyia de Ben Greet interpretant diferents papers en obres de Shakespeare i obres com "The Private Secretary", "Charlie's Aunt" o "Rivals". Amb la seva pròpia companyia va fer una gira pel Canadà interpretant monòlegs dramàtics i dansant amb la que va tenir un gran èxit. El 1910, a punt de tornar a Anglaterra va tenir una entrevista amb Charles Frohman que la va contractar per actuar als Estats Units. Des de l'abril de 1911 va actuar com la tercera germana en l'obra "Seven Sisters" produïda per Frohman. Després de dos anys va tornar a Canadà per oferir una sèrie de recitals. Un dia es va trobar una amiga a Nova York que li va explicar que treballava com a actriu de cinema i la va portar a veure alguna pel·lícula, ella només havia estat una vegada en un cine de petita. En veure les possibilitats del nou medi va decidir probar sort. L'any 1912 la productora Éclair Film America buscava una nova actriu després de la marxa de Dorothy Gibson que n'era l'estrella principal. La Gibson s'havia fet coneguda per la seva participació en la pel·lícula Saved from the Titanic (1912), ja que ella havia estat precisament una supervivent d'aquell desastre. L'Eclair es va fixar en Tennant que actuava a Broadway dins de l'obra “Seven Sisters” i al maig del 1912 es va anunciar Tennant com la nova gran actriu d'Eclair. Va ser escollida pels seus ulls grans i expressius, que van ser considerats similars als de Dorothy. Al principi, Éclair, per tal de promocionar-la i aprofitant encara l'èxit de Saved from the Titanic, va fer córrer la veu que la Tennant també n'era una supervivent.
La primera pel·lícula en la que va participar va ser Chamber of Forgetfulness (1912) amb Alec B. Francis i el seu primer rol principal va ser a The Rustic Maiden (1912). Dins d'Eclair i entre els anys 1912 i 1914, va rodar multitud de pel·lícules, moltes d'elles dirigides pel Oscar A.C. Lund. Durant el rodatge d'"Over the Cliffs" (november de 1913) algú li va llençar un roc deixant-la malferida. El març del 1914 es va produir un incendi als estudis Eclair America a Fort Lee que va cremar fins i tot el laboratori i va suposar que la companyia acabés tancant. Tennant, juntament amb Oscar A.C. Lund, van ser contractats per la productora World Film amb la que faran algunes pel·lícules d'èxit com When Broadway Was a Trail (1914), Marked Woman (1914), M’Liss (1915) o The Butterfly (1915).
A partir d'aquest moment, i durant dos anys quasi no roda cap pel·lícula (només dues el 1916, una el 1917 i cap el 1918) i quan el 1919 tornarà a aparèixer davant la càmera ho farà ja sempre en rols secundaris. La raó d'aquest canvi tan brusc no és clara, de totes maneres, el 1925 va ser descoberta per un periodista de cinema en el set de la pel·lícula Daddy’s Gone A-Hunting i li va explicar que la pèrdua de la seva condició d'estrella havia estat deguda a una malaltia que l'havia apartat durant dos anys. Tot i que la seva darrera aparició coneguda va ser a Possessed el 1931, un any més tard encara se la considerava en actiu amb la Paramount.

## Filmografia

### Pel·lícules durant el període a Éclair America
S'indica entre parèntesis la data d'estrena de la pel·lícula. Totes les pel·lícules van ser produïdes per Éclair America excepte Sisters (1912) que va ser produïda per la Champion Film Company.

#### 1912
- Chamber of Forgetfulness (21/5/1912)
- Suffrage and the Man (6/6/1912)
- The High Cost of Living (10/6/1912)
- The Rustic Maiden (13/6/1912)
- Sisters (24/6/1912) Champion Film Company
- Three Men and a Girl (27/6/1912)
- The Holy City (2/7/1912)
- Hearts and Memories (4/7/1912)
- A Double Misunderstanding (9/7/1912)
- The Dreamers (16/7/1912)
- That Loving Man (18/7/1912)
- The Governor’s Daughter (23/7/1912)
- The Double Cross (25/7/1912)
- Because of Bobbie (6/8/1912)
- Boys Again (8/8/1912)
- Aunt Hetty’s Goldfish (15/8/1912)
- Robin Hood (22/8/1912)
- Dolls (27/8/1912)
- The Passing Parade (29/8/1912)
- The Actress Pulls the Strings (3/9/1912)
- The Rancher’s Lottery (12/9/1912)
- Filial Love (19/9/1912)
- A Choice by Accident (10/10/1912)
- Caprices of Fortune (17/10/1912)
- The Transgression of Deacon Jones (31/10/1912)
- Silent Jim (0/11/ 1912)
- What Father Did (7/11/1912)
- Foiling a Fortune Hunter (7/11/1912)
- Their Children's Approval (14/11/1912)
- The Bonnie, Bonnie Banks o’Loch Lomond (3/12/1912)
- Dick’s Wife (5/12/1912)
- The Black Sheep (10/12/1912)
- The Poisoned Pool (12/12/1912)

#### 1913
- The Return of Lady Linda (9/1/ 1913)
- Nobody’s Love Story (16/1/1913)
- The Spectre Bridegroom (23/1/1913)
- The Little Mother of Black Pine Trail (30/1/1913)
- For His Child's Sake (4/2/1913)
- The Love Chase (6/2/1913)
- The Trail of the Silver Fox (11/2/1913)
- The Telegraph Operators (18/2/1913)
- The Great Unknown (20/2/1913)
- The Man who Dared (27/2/1913)
- The Crimson Cross (5/3/1913)
- The Stronger (12/3/ 1913)
- For Better or for Worse (19/3/1913)
- The Superior Law (2/4/1913)
- The Law of the Wild (27/4/1913)
- The Return of Crime (30/4/1913)
- The Sons of a Soldier (7/5/1913)
- Thus Said the Lord (21/5/1913)
- The Faith Healer (28/5/1913)
- When Light Came Back (11/6/1913)
- Fortune’s Pet (18/6/1913)
- In the Night (6/7/1913)
- The trail of the Hanging Rock (09/7/1913)
- The Greater Call (23/7/1913)
- Soul to Soul (30/7/1913)
- The Honor of Lady Beaumont (6/8/1913)
- The Thirst for Gold (13/8/1913)
- The Beaten Path (20/8/1913)
- Why Aunt Jane Never Married (28/9/1913)
- From the Beyond (15/10/1913)
- Cynthy (29/10/1913)
- Lady Babbie (12/11/1913)
- Partners (19/11/1913)
- When Pierrot Met Pierrette (3/12/1913)
- Over the Clifts (10/12/1913)
- The Highwayman’s Shoes (24/12/1913)

#### 1914
- The First Nugget (14/1/1914)
- At the Crossing (1/2/1914)
- Into the Wilderness (4/2/1914)
- The Devil Fox of the North (25/2/1914)
- When God Wills (18/3/1914)
- Adrift (25/3/1914)
- The Price (19/4/1914)
- His Servant (3/5/1914)
- Suzanne (10/5/1914)
- His Daughter (17/5/1914)
- The Link in the Chain (27/5/1914)
- Snowdrift (1/7/1914)
- Tango versus poker (18/7/1914)
- Allah 3311 (22/7/1914)
- Firelight (5/8/1914)

### Pel·lícules durant el període a World Film
S'indica entre parèntesis la data d'estrena de la pel·lícula.
- The Dollar Mark (10/9/1914)
- When Broadway Was a Trail (26/10/1914)
- The Marked Woman (14/12/1914)
- M’Liss (8/3/1915)
- An Indian Diamond (10/4/1915)
- The Butterfly (10/5/1915)
- The Grey Mask (6/12/1915)
- The Price of Malice (21/2/1916)
- The Closed Road (12/8/1916)

### Pel·lícules posteriors com a actriu secundària
- The Submarine Eye (27/5/1917, Submarine Film Corp)
- What Every Woman Wants (23/2/1919, Jesse D. Hampton Prod)
- The Better Wife (13/7/1919, Clara Kimball Young Film Corp)
- When a Man Loves (5/12/1919, Vitagraph)
- Wolves of the North (16/4/1921, Universal)
- What Love Will Do (11/9/1921, Fox)
- Shadows of Conscience (16/10/1921, Russell Productions)
- The Golden Gallows (27/2/1922, Universal)
- The Infidel (2/4/1922, B.P. Schulberg Prod)
- The Masquerader (juliol 1922, Richard Walton Tully Prod)
- Bulldog Courage (agost 1922, Clinton Productions)
- The Love Gambler (12/11/1922, Fox)
- Thelma (26/11/1922, Chester Bennett Prod)
- Deserted at the Altar (1/12/1922, Phil Goldstone Prod)
- The Drug Traffic (març 1923, Irving Cummings Prod)
- Circus Days (30/7/1923, Sol Lesser Prod)
- The Old Fool (31/12/1923, Outlook Photoplays)
- Poisoned Paradise (29/2/1924, B.P. Schulberg Prod)
- Captain January (6/7/1924, Sol Lesser Prod)
- The Street of Tears (1/10/1924, Rayart Pictures Corp)
- The House of Youth (19/10/1924, Regal Pictures)
- You Can't Get Away with It (5/12/1924, Fox)
- Daddy’s Gone A-Hunting (8/3/1925, MGM)
- Love and Kisses (27/9/1925, Mack Sennett Comedies)
- Borrowed Finery (nov. 1925, Tiffany Productions)
- The Midnight Flyer (6/12/1925, Robertson-Cole Pictures Corp)
- Flight Night (9/5/1926, Mack Sennett Comedies)
- Hearts and Spangles (15/6/1926, Gotham Productions)
- Hubby’s Quiet Little Game (8/8/1926, Mack Sennett Comedies)
- The Perils of Petersboro (26/9/1926, Mack Sennett Comedies)
- Her Sacrifice (27/9/1926, Sanford Productions)
- The Divorce Dodger (28/11/1926, Mack Sennett Comedies)
- A Blonde’s Revenge (19/12/1926, Mack Sennett Comedies)
- Should Sleepwalkers Marry? (23/1/1927, Mack Sennett Comedies)
- The Wreck (5/2/1927, Columbia Pictures Corp)
- A Small Town Princess (20/3/1927, Mack Sennett Comedies)
- The King of Kings (19/4/1927, DeMille Pictures Corp)
- Smith’s Kindergarten (1/5/1927, Mack Sennett Comedies)
- Smith’s Fishing Trip (29/5/1927, Mack Sennett Comedies)
- Your Wife and Mine (1/8/1927, Excellent Pictures)
- Hidden Aces (7/8/1927, Louis T. Rogers)
- The Clown (12/10/1927, Columbia Pictures)
- Broadway After Midnight (29/10/1927, Krelbar Pictures Corp.)
- The Devil Dancer (3 Nov 1927, Samuel Goldwyn Co)
- Run, Girl, Run (15/1/1928, Mack Sennett Comedies)
- Motorboat Mamas (30/9/1928, Mack Sennett Comedies)
- A Jim Jam Janitor (11/11/1928, Mack Sennett Comedies)
- Possessed (21/11/1931, MGM)